# 菊地凛子
菊地 凛子（きくち りんこ、1981年〈昭和56年〉1月6日 - ）は、日本の女優。本名：染谷 百合子（そめたに ゆりこ）。旧姓：菊地。
神奈川県出身。
映画を中心に活動している。映画『バベル』の出演以降、日本国外の映画でも多く活動している。Rinbjö（リンビョウ）名義で、音楽活動も行う。
夫は俳優の染谷将太。

## 経歴
神奈川県秦野市出身。
1999年、本名の「菊地百合子」名義で新藤兼人監督映画『生きたい』でデビュー。2001年出演、熊切和嘉監督の映画『空の穴』はロッテルダム映画祭を含むいくつかの国際的な映画祭で称賛された。2004年出演、石井克人監督の映画『茶の味』はカンヌ映画祭で監督週間オープニング作品になった。同年5月に「菊地凛子」に改名。2006年、アレハンドロ・ゴンサレス・イニャリトゥ監督の映画『バベル』で、聾唖の女子高生・綿谷千恵子を演じた。映画自体は酷評も多かったが、菊地の演技は評価され、アカデミー助演女優賞を含むいくつかの映画賞にノミネートされた。そのうち、ナショナル・ボード・オブ・レビュー新人女優賞（ジェニファー・ハドソンと同点）、ゴッサム賞新人女優賞を受賞した。言葉が話せない役でアカデミー賞にノミネートされた5人目の女優になる（他はジェーン・ワイマン、パティ・デューク、ホリー・ハンター、サマンサ・モートン）。『バベル』における感情的で激しい演技は多くの国際的な監督を引き付けたが、その内の1人に映画『ブリック』で知られるライアン・ジョンソンがいる。アダルトスイムの人気テレビ番組シリーズ『Robot Chicken』のレゴ遊びセットのパロディのエピソードで言及された。2007年11月からシャネルのクルーズ・コレクション広告のモデルを務める。同年12月18日、松山ケンイチ主演で2009年に公開された映画『カムイ外伝』の撮影中に両足の大腿筋に肉離れを起こし、全治2か月の怪我を負った。当初は撮影が延期されただけだったが、アクション作品のため、殺陣の練習や筋力トレーニングは必要不可欠であり、やむなく降板した。代役として小雪が出演することとなった。なお、松山とは2010年公開の映画『ノルウェイの森』でも共演している。2009年、ジョンソンの映画『ブラザーズ・ブルーム』に出演。自身初の完全英語での演技である。彼女は主役の1人であるが、「3つの語だけを知っている女性」という役柄であったため、劇中では3つの言葉しか話さない。2014年12月、音楽家名Rinbjö名義で、菊地成孔プロデュースにより、彼主宰のレーベルTABOOよりファーストアルバム『戒厳令』を発売。2023年、第25回上海国際映画祭にて、熊切和嘉監督の映画『658km、陽子の旅』での演技が評価を受けて、国際的な映画祭では自身初の受賞となる最優秀女優賞を受賞した。

## 人物・私生活
身長169cm。特技は馬術、日本舞踊、手話。
所属事務所に頼らず、自ら積極的に国内外のオーディションを受けに行く姿勢が高く評価されている。女優を目指すきっかけとなった映画『オープニング・ナイト』で主演を務めた女優ジーナ・ローランズを尊敬する女優と言及している。ローランズにサインして貰った同映画のDVDを大事にしている。
お笑いが好きで、好きな芸人はブラックマヨネーズである。「マイブーム」は「人形遊び」で、「ペッパーさん」と名付けた人形に悩み事を相談したりするという。
2015年1月1日、俳優の染谷将太との結婚を発表。2016年5月7日、第1子妊娠（5か月）を公表。同年10月8日、第1子出産を夫の染谷が公式サイトで発表（性別は非公表）。2018年12月25日、第2子妊娠を染谷の公式サイトで発表。
2019年3月31日、第2子出産を発表。

## 主な出演作品
役名が太字のものはメインキャラクター。

### 映画
| 公開年 | 作品名                               | 役名                 | 備考                   |
| ------ | ------------------------------------ | -------------------- | ---------------------- |
| 1999年 | 生きたい                             | 高校生               |                        |
| 2000年 | 赤い芝生                             | 掛川蕗               |                        |
| 2000年 | 三文役者                             | 安夫の花嫁           |                        |
| 2001年 | Paradice                             | 道代                 |                        |
| 2001年 | DRUG                                 | 麻衣                 |                        |
| 2001年 | 空の穴                               | 香山妙子             |                        |
| 2002年 | 八月の幻                             | 金子ルミ             |                        |
| 2002年 | ts                                   |                      |                        |
| 2003年 | 17才                                 | ヒトミ               |                        |
| 2004年 | 理由                                 |                      |                        |
| 2004年 | SURVIVE STYLE5+                      |                      |                        |
| 2004年 | トーリ                               |                      |                        |
| 2004年 | 69 sixty nine                        | テイ子               |                        |
| 2004年 | 茶の味                               |                      |                        |
| 2005年 | 誰がために                           |                      |                        |
| 2006年 | ナイスの森〜The First Contact〜      | きくち（委員長）     |                        |
| 2006年 | 笑う大天使                           | 桜井敦子             |                        |
| 2006年 | バベル                               | 綿谷千恵子           | アメリカ映画           |
| 2007年 | 図鑑に載ってない虫                   | サヨコ               |                        |
| 2007年 | 恋するマドリ                         | アツコ               |                        |
| 2007年 | ジーニアス・パーティ「BABY BLUE」    | 声の出演             | アニメ映画             |
| 2008年 | ブラザーズ・ブルーム                 | バン・バン           | アメリカ映画           |
| 2008年 | スカイ・クロラ The Sky Crawlers      | 草薙水素（声の出演） | アニメ映画             |
| 2009年 | ナイト・トーキョー・デイ             | リュウ               | スペイン映画           |
| 2009年 | サイドウェイズ                       | ミナ・パーカー       |                        |
| 2009年 | ASSAULT GIRLS                        | ルシファ             |                        |
| 2010年 | シャンハイ                           | スミコ               | アメリカ・中国合作映画 |
| 2010年 | ノルウェイの森                       | 直子                 |                        |
| 2011年 | 小川の辺                             | 田鶴                 |                        |
| 2013年 | パシフィック・リム                   | 森マコ               | アメリカ映画           |
| 2013年 | 47RONIN                              | ミヅキ               | アメリカ映画           |
| 2014年 | トレジャーハンター・クミコ           | クミコ               | アメリカ映画           |
| 2014年 | ラスト・サマー                       | ナオミ               | イタリア映画           |
| 2015年 | ディアーディアー                     | 見物客               |                        |
| 2016年 | テラフォーマーズ                     | 森木明日香           |                        |
| 2018年 | パシフィック・リム: アップライジング | 森マコ               | アメリカ映画           |
| 2019年 | WE ARE LITTLE ZOMBIES                | ユウコ               |                        |
| 2022年 | 大怪獣のあとしまつ                   | 真砂 千              |                        |
| 2023年 | 658km、陽子の旅                      | 陽子                 |                        |
| 2024年 | あの人が消えた                       | 寺田雅子             |                        |
| 2025年 | パリピ孔明 THE MOVIE                 | 鈴木エイヴィル       |                        |

### テレビドラマ
| 放送年 | 放送局             | 作品名                       | 役名                             |
| ------ | ------------------ | ---------------------------- | -------------------------------- |
| 1999年 | テレビ朝日         | 可愛いだけじゃダメかしら?    | 島田亜希                         |
| 2001年 | 関西テレビ         | 花村大介                     | OL（ゲスト出演）                 |
| 2001年 | NHK総合            | 連続テレビ小説 ちゅらさん    | 村山麻衣子                       |
| 2001年 | 日本テレビ         | バカヤロー! スペシャル2      |                                  |
| 2002年 | 日本テレビ         | 私立探偵 濱マイク            |                                  |
| 2003年 | WOWOW              | 愛と資本主義                 |                                  |
| 2003年 | 宇宙に一番近い場所 |                              |                                  |
| 2005年 | 日本テレビ         | 理由                         |                                  |
| 2009年 | フジテレビ         | LIAR GAME Season2            | 葛城リョウ                       |
| 2010年 | テレビ東京         | モテキ                       | 林田尚子                         |
| 2010年 | フジテレビ         | さよならロビンソンクルーソー | ハナ                             |
| 2014年 | WOWOW              | グーグーだって猫である       | 千加子                           |
| 2015年 | WOWOW              | 夢を与える                   | 阿部幹子                         |
| 2018年 | HBO                | ウエストワールド シーズン2   | アカネ                           |
| 2018年 | 日本テレビ         | 獣になれない私たち           | 橘呉羽                           |
| 2019年 | テレビ朝日         | 時効警察・復活スペシャル     | 九品仏さやか                     |
| 2019年 | WOWOW              | 蝶の力学 殺人分析班          | 相羽町子                         |
| 2022年 | WOWOW              | 邪神の天秤 公安分析班        | 相羽町子                         |
| 2022年 | WOWOW              | TOKYO VICE                   | 丸山詠美                         |
| 2022年 | NHK総合            | 大河ドラマ 鎌倉殿の13人      | のえ（北条義時の第三の妻）       |
| 2022年 | フジテレビ         | PICU 小児集中治療室          | 鮫島立希                         |
| 2023年 | TBS                | 100万回 言えばよかった       | 原田弥生                         |
| 2023年 | NHK総合            | 生理のおじさんとその娘       | 北城うらら                       |
| 2023年 | NHK総合            | 連続テレビ小説 ブギウギ      | 茨田りつ子（モデル：淡谷のり子） |
| 2024年 | 日本テレビ         | 侵入者たちの晩餐             | 田中亜希子                       |
| 2024年 | WOWOW              | TOKYO VICE Season2           | 丸山詠美                         |
| 2024年 | 日本テレビ         | 花咲舞が黙ってない           | 昇仙峡玲子                       |
| 2024年 | NHK総合            | 連続テレビ小説 虎に翼        | 茨田りつ子（モデル：淡谷のり子） |
| 2025年 | 日本テレビ         | ホットスポット               | 梅本雅子                         |
| 2025年 | TBS                | キャスター                   | 安藤恵梨香                       |

### バラエティ
- アナザースカイ（2009年11月6日、日本テレビ）
- しゃべくり007（2010年12月6日、日本テレビ）
- いきなり!黄金伝説。年末年始 芸能人サバイバル大賞（2013年12月26日、テレビ朝日、バラエティ初出演）
- となりのシムラ（2015年8月17日・2016年3月26日、NHK総合） 「同室の男」「評価」
- あさイチ（2024年1月12日、NHK総合）プレミアムトーク

### CM・AD
| 放送年 | CM                                                                       | 備考                                             |
| ------ | ------------------------------------------------------------------------ | ------------------------------------------------ |
| 1999年 | NTTパーソナル「きゃらメール」                                            |                                                  |
| 1999年 | NTTコミュニケーションズ「X'masカードより"声"」                           |                                                  |
| 1999年 | ソニー・コンピュータエンタテインメント・PlayStation「どこでもいっしょ」  |                                                  |
| 2000年 | 花王ビオレ「洗顔フォーム/洗顔回数編」                                    |                                                  |
| 2000年 | NTTドコモ「エクシーレ2」                                                 |                                                  |
| 2000年 | ソニー・コンピュータエンタテインメント・PlayStation「ファンタビジョン2」 |                                                  |
| 2000年 | 旭化成「ラップ&ジップス」                                                |                                                  |
| 2000年 | 小学館「Mテレパル」                                                      |                                                  |
| 2002年 | NTTドコモ「504is 赤外線通信」                                            |                                                  |
| 2003年 | JICA「青年海外協力隊」                                                   |                                                  |
| 2004年 | 藤木直人シングル「宿命」                                                 |                                                  |
| 2004年 | WOWOW「WOWOW 2004・秋編」                                                |                                                  |
| 2004年 | livedoor「ライブドア（ブログ編・証券編）」                               |                                                  |
| 2004年 | TOYOTA「トヨタ ist」                                                     |                                                  |
| 2004年 | TOYOTA「トヨタレンタリース」                                             |                                                  |
| 2004年 | エステー「ムシューダ」                                                   |                                                  |
| 2005年 | TBCグループ「Good News! Good Beauty（試着室。スカートの長さ篇）」        |                                                  |
| 2005年 | 三菱東京フィナンシャル・グループ「MTFG・スーパーICカード・広がる」       | 共演：江口洋介                                   |
| 2005年 | ロッテスノー「シェ・ミルク」                                             |                                                  |
| 2005年 | ロッテ「ロッテ グリーンガム」                                            | よしこ役 共演：ボビー・バレンタイン 小林雅英など |
| 2006年 | 富士通「FMV 変身編」                                                     | 共演：木村拓哉                                   |
| 2006年 | ローソン「ローソン おかいどくん篇」                                      |                                                  |
| 2006年 | NTTドコモ「FOMA テレビ電話」                                             | 共演：おぎやはぎ                                 |
| 2006年 | キリンビール「円熟」                                                     |                                                  |
| 2007年 | シャネル クルーズライン（広告）                                          |                                                  |
| 2007年 | P&G マックスファクター「SK-II アクアフィジックス」                       |                                                  |
| 2007年 | マツダ「マツダデミオ」                                                   | 共演：玉木宏                                     |
| 2024年 | トリンプ・インターナショナル・ジャパン「天使のブラ」                     |                                                  |
| 2024年 | ニベア花王「ニベア リペアエキスパート」                                  |                                                  |

### Webドラマ
- テラフォーマーズ / 新たなる希望（2016年、dTV） - 森木明日香 役
- ミス・シャーロック/Miss Sherlock（2018年4月27日配信開始、Hulu）[38]
- インベージョン（2021年） - ヒナタ・ムライ役

### WEB映画
- クレイジークルーズ（2023年11月16日、Netflix） - 保里川藍那 役[39][40][41]

### ラジオ
- 虹を操る少年（NHK-FM）
- フルネルソン（NHK-FM）

### 舞台
- 水銀（2002年、原作:松田優作、演出：立花英久）

### ミュージック・ビデオ
- YOSHII LOVINSON 「SWEET CANDY RAIN｣（2005年）

### その他
- Audi R8 Spyder×Rinko Kikuchi short film "R"（2010年）
- 森美術館「アンディ・ウォーホル展 永遠の15分」（2014年2月1日 - 5月6日） - 音声ガイド

## ノミネートと受賞

### 女優業
| 作品名                      | 年     | 賞                                 | 結果       | カテゴリ                         |
| --------------------------- | ------ | ---------------------------------- | ---------- | -------------------------------- |
| バベル                      | 2006年 | ゴッサム賞                         | 受賞       | 新人女優賞                       |
| バベル                      | 2006年 | ゴッサム賞                         | 受賞       | ベスト・アンサンブル・キャスト賞 |
| バベル                      | 2006年 | ナショナル・ボード・オブ・レビュー | 受賞       | 新人女優賞                       |
| バベル                      | 2006年 | ムービーライン                     | 受賞       | 新人女優賞                       |
| バベル                      | 2006年 | シカゴ映画批評家協会賞             | 受賞       | 助演女優賞                       |
| バベル                      | 2006年 | シカゴ映画批評家協会賞             | ノミネート | 新人賞                           |
| バベル                      | 2007年 | ユタ映画批評家協会賞               | 受賞       | 助演女優賞                       |
| バベル                      | 2007年 | オースティン映画批評家協会賞       | 受賞       | 助演女優賞                       |
| バベル                      | 2007年 | 放送映画批評家協会賞               | ノミネート | 助演女優賞                       |
| バベル                      | 2007年 | オンライン映画批評家協会賞         | ノミネート | 助演女優賞                       |
| バベル                      | 2007年 | オンライン映画批評家協会賞         | ノミネート | 新人女優賞                       |
| バベル                      | 2007年 | 全米映画俳優組合賞                 | ノミネート | 助演女優賞                       |
| バベル                      | 2007年 | 全米映画俳優組合賞                 | ノミネート | キャスト賞                       |
| バベル                      | 2007年 | 全米映画批評家協会賞               | ノミネート | 助演女優賞                       |
| バベル                      | 2007年 | ゴールデングローブ賞               | ノミネート | 助演女優賞                       |
| バベル                      | 2007年 | アカデミー賞                       | ノミネート | 助演女優賞                       |
| Kumiko, the Treasure Hunter | 2015年 | インディペンデント・スピリット賞   | ノミネート | 主演女優賞                       |
| 658km、陽子の旅             | 2023年 | 上海国際映画祭                     | 受賞       | 最優秀女優賞                     |
| 658km、陽子の旅             | 2023年 | TAMA映画賞                         | 受賞       | 最優秀女優賞                     |
| 658km、陽子の旅             | 2024年 | 日本映画プロフェッショナル大賞     | 受賞       | 主演女優賞                       |

### その他
| 年     | 受賞                                         |
| ------ | -------------------------------------------- |
| 2006年 | VOGUE Woman of the year 2006                 |
| 2008年 | 第45回ゴールデン・アロー賞 新人賞            |
| 2008年 | 日本ファッションエディターズクラブ FEC特別賞 |

## 作品

### 写真集
- RINKO（2007年、朝日出版社）ISBN 9784255004051

## 茨田りつ子
茨田 りつ子（いばらだ りつこ）は日本の歌手で、2023年度後期（令和5年10月2日 - 令和6年3月29日）放送の、笠置シヅ子をモデルにしたNHKの「連続テレビ小説『ブギウギ』」で菊地凛子が演じた登場人物。“ブルースの女王”と呼ばれた淡谷のり子をモデルにした人物で、主人公福来スズ子の生涯のライバル役。劇中では菊地演じる“茨田りつ子”により淡谷の楽曲が歌唱された。
2024年1月24日、茨田りつ子（菊地凛子）が劇中で歌う「別れのブルース」、「雨のブルース」を収録したCDシングルが日本コロムビアから発売となり、これに先立つ2023年12月6日には「別れのブルース」が配信により先行発売された。